# Herman Müntz
(Chaim) Herman Müntz (Łódź, 28 de agosto de 1884 — Suécia, 17 de abril de 1956) foi um matemático alemão.
É conhecido pelo teorema de Müntz–Szász.

## Obras
- Müntz, Ch. H., Über den Approximationssatz von Weierstrass, (1914) in H. A. Schwarz's  Festschrift, pp. 303–312.